# كأس ملك إسبانيا 1931
كأس ملك إسبانيا 1931 (بالإسبانية: Copa del Presidente de la República de Fútbol 1931) هو موسم من كأس ملك إسبانيا. أقيم بتاريخ 1931، وفاز فيه أتلتيك بيلباو.